# HD 142
HD 142 – gwiazda podwójna położona w gwiazdozbiorze Feniksa w odległości około 67 lat świetlnych. Jej wielkość gwiazdowa wynosi 5,7m. Główny składnik układu należy do typu widmowego G i jest większy od Słońca. Jego towarzysz, o typie widmowym K lub M, ma masę ok. 0,56 M☉. Gwiazdy te obiegają się wzajemnie w średniej odległości 105,1 j.a.
W 2001 roku odkryto krążącą wokół głównej gwiazdy układu planetę HD 142 b. W 2012 poinformowano o odkryciu drugiej planety krążącej wokół tej gwiazdy – HD 142 c, a być może znajduje się tam kolejna planeta – HD 142 d.